# Petr Ruman
Petr Ruman (ur. 2 listopada 1976 w Przerowie) – czeski trener piłkarski oraz piłkarz, grający na pozycji ofensywnego pomocnika. Były trener Greuther Fürth II.
Jako piłkarz grał w ojczyźnie, w barwach Baníka Ostrawa oraz VP Frýdek-Místek. W 1. ČFL wystąpił w 73 meczach i zdobył 13 bramek jako gracz Baníka. W niemieckiej Bundeslidze wystąpił w 40 meczach i strzelił 6 goli jako zawodnik Mainz 05 (sezony 2005/2006 i 2006/2007). Grał w SpVgg Greuther Fürth na poziomie 2. Bundesligi oraz w trzecioligowym VfR Aalen.